# Caldukia albolineata
Caldukia albolineata är en snäckart som beskrevs av Miller 1970. Caldukia albolineata ingår i släktet Caldukia och familjen Zephyrinidae. Inga underarter finns listade i Catalogue of Life.